# 寺村友和
寺村 友和（てらむら ともかず、1974年4月22日 - ）は、千葉県千葉市稲毛区出身の元プロ野球選手（投手）。台湾での登録名は山崎 友和（やまざき ともかず）であり、山崎は現姓。

## 来歴

### プロ入り前
小学校時代は軟式野球のヤングジャイアンツに所属。中学時代は硬式野球の千葉ジャガーズに所属し、高橋由伸は1年後輩に当たる。
千葉商業高等学校卒業後は本田技研に進み、1996年にチームが第67回都市対抗野球大会で優勝したが、入来祐作や補強の大塚晶文らがいたため、登板機会はなかった。
1997年のプロ野球ドラフト会議にて千葉ロッテマリーンズから2位指名を受けて入団。

### プロ入り後
プロ入り後は球威はあるものの制球難に苦しみ、サイドスローに転向したもの、大きな結果には繋がらなかった。
2000年オフに山﨑貴弘との交換トレードでヤクルトスワローズへ移籍。移籍1年目に先発や中継ぎとして2勝をマークしリーグ優勝に貢献。チームも日本一になったが日本シリーズの登板はなかった。
2003年に金銭トレードで大阪近鉄バファローズへ移籍したが、1年で退団。
2005年に台湾・誠泰コブラズに入団したが、開幕してすぐ戦力外通告を受けた。

### 引退後
引退後は様々な職業につき、松永浩美が主催する埼玉県三郷市の野球教室「松永浩美ベースボールアカデミー（M.B.A）」の投手コーチを務め、2011年11月に大東文化大学の野球部のコーチに就任。また、小学生を対象とした野球教室を開校。
2015年に創部した社会人野球・深谷組硬式野球部の指導に3年間携わったのち、2021年より投手コーチとして再度指導に携わっていたが。2022年2月にチームは休部した。
2023年より、埼玉県川越市を拠点とする社会人クラブチームであるINVENTIVE41の監督を務める。

## 人物
イースタン・リーグで1球勝利投手になったことがある。
ロッテ時代の1999年8月31日（対ダイエー戦）で、村松有人の強烈なピッチャー返しを捕球した際にボールがグラブに挟まって取れなくなったため、グラブごとそのまま一塁手の初芝清に投げ、打者をアウトにするという好プレーを見せた。
ヤクルト時代の2001年8月15日の対横浜ベイスターズ戦（神宮球場）で4－0の時に石井一久に代わって登板、試合を三振で締めくくったが最後の1球で思い切り転倒してしまった。
現役時代に肩痛に悩まされた経験から、整体師の資格も取得しながら8年間の研究の末、肩関節トレーニングの理論を構築し、さらにこの理論を実証するために2年かけてトレーニング器具を開発した。この器具を「KATALOGGY_tr」（カタロギートレーニング）と名付け、2023年現在特許出願中である。

## 詳細情報

### 年度別投手成績
| 年 度     | 球 団     | 登 板 | 先 発 | 完 投 | 完 封 | 無 四 球 | 勝 利 | 敗 戦 | セ 丨 ブ | ホ 丨 ル ド | 勝 率 | 打 者 | 投 球 回 | 被 安 打 | 被 本 塁 打 | 与 四 球 | 敬 遠 | 与 死 球 | 奪 三 振 | 暴 投 | ボ 丨 ク | 失 点 | 自 責 点 | 防 御 率 | W H I P |
| --------- | --------- | ----- | ----- | ----- | ----- | -------- | ----- | ----- | -------- | ----------- | ----- | ----- | -------- | -------- | ----------- | -------- | ----- | -------- | -------- | ----- | -------- | ----- | -------- | -------- | ------- |
| 1999      | ロッテ    | 10    | 0     | 0     | 0     | 0        | 0     | 0     | 0        | --          | ----  | 75    | 17.1     | 16       | 2           | 8        | 0     | 0        | 7        | 0     | 0        | 7     | 5        | 2.60     | 1.38    |
| 2000      | ロッテ    | 1     | 0     | 0     | 0     | 0        | 0     | 0     | 0        | --          | ----  | 11    | 2.1      | 5        | 1           | 0        | 0     | 0        | 3        | 0     | 0        | 3     | 3        | 11.57    | 2.14    |
| 2001      | ヤクルト  | 19    | 3     | 0     | 0     | 0        | 2     | 1     | 0        | --          | .667  | 147   | 33.1     | 36       | 3           | 11       | 1     | 0        | 15       | 1     | 0        | 17    | 16       | 4.32     | 1.41    |
| 2002      | ヤクルト  | 17    | 0     | 0     | 0     | 0        | 0     | 0     | 0        | --          | ----  | 102   | 23.0     | 23       | 4           | 8        | 0     | 1        | 25       | 1     | 0        | 14    | 11       | 4.30     | 1.35    |
| 2003      | 近鉄      | 3     | 0     | 0     | 0     | 0        | 0     | 0     | 0        | --          | ----  | 23    | 4.2      | 5        | 1           | 5        | 0     | 0        | 4        | 0     | 0        | 4     | 3        | 5.79     | 2.14    |
| 2005      | 誠泰      | 5     | 1     | 0     | 0     | 0        | 0     | 0     | 0        | --          | ----  | 70    | 13.2     | 24       | 2           | 6        | 0     | 1        | 11       | 1     | 0        | 14    | 14       | 9.22     | 2.20    |
| NPB：5年  | NPB：5年  | 50    | 3     | 0     | 0     | 0        | 2     | 1     | 0        | --          | .667  | 358   | 80.2     | 85       | 11          | 32       | 1     | 1        | 54       | 2     | 0        | 45    | 38       | 4.24     | 1.45    |
| CPBL：1年 | CPBL：1年 | 5     | 1     | 0     | 0     | 0        | 0     | 0     | 0        | --          | ----  | 70    | 13.2     | 24       | 2           | 6        | 0     | 1        | 11       | 1     | 0        | 14    | 14       | 9.22     | 2.20    |

### 記録
NPB
- 初登板：1999年5月16日、対日本ハムファイターズ8回戦（千葉マリンスタジアム）、5回表1死に2番手で救援登板、1回無失点
- 初奪三振：1999年5月23日、対西武ライオンズ9回戦（千葉マリンスタジアム）、9回表に原井和也から空振り三振
- 初先発・初勝利：2001年6月27日、対横浜ベイスターズ13回戦（明治神宮野球場）、5回1/3を1失点

### 背番号
- 16 （1998年 - 2000年）
- 13 （2001年 - 2002年）
- 45 （2003年）
- 99 （2005年）

### 登録名
- 寺村 友和 （てらむら ともかず、1998年 - 2003年）
- 山崎 友和 （やまざき ともかず、2005年）